# 島村仁
島村 仁（しまむら じん、1974年12月4日 - ）は、日本のDJ。

## 来歴
東京都北区出身。中学卒業後にハワイの高校へ進み、卒業後にいったん帰国するが、再度ハワイのコミュニティー・カレッジに進む。21歳で帰国後、赤坂泰彦のラジオDJのマネージャーを2年間務める。その後、ラジオでの提供クレジットや海外アーティストの声の吹替えの仕事を経て、レギュラー番組を持つようになる。
FM PORTの帯番組を2003年4月から閉局となる2020年6月までレギュラーとして持っていた。FM PORT主催の野外ロックフェスティバル「Jin Rock Festival」ではメインプロデューサーを務めている。
過去には新潟アルビレックスBBのスタジアムDJも担当していた。

## 出演番組

### 現在の出演番組
すべてFM-NIIGATA
- JIN'S RADIO SHOW（2020年7月8日[2] -）
- JIN'S Morning Radio Show（2022年7月2日[3] - ）
- スリークチャンネル(2020年2月5日)

### 過去の出演番組
FM PORT
- BEAT COASTER（2003年4月 - 2020年6月30日）
- PORT COUNT DOWN 40（2014年 - 2020年6月28日）

その他
- WILKINSON “twilight music”（TOKYO FM @FM、FM OSAKA、2013年4月7日 - 2017年3月26日）
- STATION BREAK 〜道の駅から〜（JFN）
- 長渕剛 RUN FOR TOMORROW 〜明日に向かって〜（第24回から第26回までを担当）
- ASIAN WAVE（Fm yokohama）
- WILKINSON Only One Music （JFN系列、2017年4月2日 - 2021年3月27日）

### ラジオCM
- 餞心亭おゝ乃